# Панамериканский Кубок по волейболу среди женщин 2021
19-й розыгрыш Панамериканского Кубка по волейболу среди женщин проходил с 13 по 19 сентября 2021 года в Санто-Доминго (Доминиканская Республика) с участием 6 национальных сборных команд стран-членов NORCECA. Победителем в 5-й раз в своей истории стала сборная Доминиканской Республики.

## Команды-участницы
Доминиканская Республика, Канада, Куба, Мексика, Пуэрто-Рико, США.
Не участвовали команды стран-членов CSV из-за совпадения по срокам проведения розыгрыша Кубка и чемпионата Южной Америки.

## Система проведения турнира
Турнир состоял из предварительного этапа и плей-офф. На предварительной стадии 6 команд-участниц провели однокруговой турнир, по результатам которого 4 лучшие вышли в полуфинал плей-офф и далее по системе с выбыванием определили призёров розыгрыша. Приоритетом при распределении мест на предварительном этапе являлось общее количество побед, затем количество набранных очков, соотношение выигранных и проигранных партий, соотношение мячей, результаты личных встреч. За победы со счётом 3:0 команды получают по 5 очков, за победы 3:1 — по 4, 3:2 — по 3, за поражения 2:3 — по 2 очка, 1:3 — по 1, за поражения 0:3 очки не начисляются.
Итоговое 5-е место разыграли две худшие команды предварительного этапа.     

## Предварительный этап
| М | Команда                  | 1   | 2   | 3   | 4   | 5   | 6   | И | В | П | С/П   | О  |
| - | ------------------------ | --- | --- | --- | --- | --- | --- | - | - | - | ----- | -- |
| 1 | Доминиканская Республика |     | 3:0 | 3:0 | 3:0 | 3:0 | 3:0 | 5 | 5 | 0 | 15:0  | 25 |
| 2 | США                      | 0:3 |     | 3:1 | 3:0 | 3:0 | 3:0 | 5 | 4 | 1 | 12:4  | 19 |
| 3 | Мексика                  | 0:3 | 1:3 |     | 3:2 | 3:2 | 3:1 | 5 | 3 | 2 | 10:11 | 11 |
| 4 | Канада                   | 0:3 | 0:3 | 2:3 |     | 3:0 | 3:0 | 5 | 2 | 3 | 8:9   | 12 |
| 5 | Куба                     | 0:3 | 0:3 | 2:3 | 0:3 |     | 3:1 | 5 | 1 | 4 | 5:13  | 6  |
| 6 | Пуэрто-Рико              | 0:3 | 0:3 | 1:3 | 0:3 | 1:3 |     | 5 | 0 | 5 | 2:15  | 2  |

13 сентября
Канада — Пуэрто-Рико 3:0 (25:11, 25:14, 25:10); США — Мексика 3:1 (21:25, 25:17, 26:24, 29:27); Доминиканская Республика — Куба 3:0 (25:17, 25:12, 25:20).
14 сентября
Канада — Куба 3:0 (25:11, 25:14, 25:10); США — Пуэрто-Рико 3:0 (25:19, 25:14, 25:17); Доминиканская Республика — Мексика 3:0 (25:22, 25:12, 25:17).
15 сентября
Мексика — Куба 3:2 (22:25, 26:24, 17:25, 25:16, 15:10); США — Канада 3:0 (25:22, 25:16, 25:18); Доминиканская Республика — Пуэрто-Рико 3:0 (25:11, 25:10, 25:20).
16 сентября
Мексика — Пуэрто-Рико 3:1 (19:25, 25:15, 25:13, 25:15); США — Куба 3:0 (25:11, 25:18, 25:17); Доминиканская Республика — Канада 3:0 (25:11, 25:15, 25:20).
17 сентября
Куба — Пуэрто-Рико 3:1 (15:25, 25:21, 25:20, 25:19); Мексика — Канада 3:2 (26:24, 22:25, 25:22, 17:25, 15:12); Доминиканская Республика — США 3:0 (25:22, 25:15, 25:12).

## Матч за 5-е место
18 сентября
Куба — Пуэрто-Рико 3:0 (25:19, 25:23, 25:20).

## Плей-офф

### Полуфинал
18 сентября
Мексика — США 3:1 (22:25, 25:21, 25:23, 25:19).
Доминиканская Республика — Канада 3:0 (25:15, 25:20, 25:21).

### Матч за 3-е место
19 сентября
США — Канада 3:0 (26:24, 25:17, 25:17).

### Финал
19 сентября
Доминиканская Республика — Мексика 3:0 (25:15, 25:21, 25:14).

## Итоги

### Положение команд
| Доминиканская Республика |
| Мексика                  |
| США                      |
| 4. Канада                |
| 5. Куба                  |
| 6. Пуэрто-Рико           |

### Призёры
Доминиканская Республика: Аннерис Варгас Вальдес, Янейрис Родригес Дуран, Алондра Тапия Крус, Бренда Кастильо, Ниверка Марте Фрика, Стефани Гонсалес Жеральдин, Йокали Перес Флорес, Маделайн Гильен Паредес, Присилья Ривера Бренс, Йонкайра Пенья Исабель, Джинейри Мартинес, Гайла Гонсалес Лопес, Виелка Перальта Луна, Ларисмер Мартинес Каро. Тренер — Маркос Квик.
  Мексика: Сашико Санай Эредия, Саманта Брисио Рамос, Гресия Кастро Лопес, Мария Фернанда Родригес Гомес, Лисбет Сайнс Сеомара, Карен Ривера Эррера, Кристиана Альварес Рамирес, Жоселин Ландерос Паласис, Даниэла Сильер Флорес, Ана Патрисия Валье Эрнандес, Анхела Муньос Дельгадильо, Карина Флорес Гамес. Тренер — Рафаэл Петри.
  США: Тэйлор Брунс, Александра Холстон, Даллас Лишман, Шелли Стаффорд, Симон Уильямс-Эббол, Рэчел Крамер, Линдсей Сталцер, Элисон Бастианелли, Вероника Джонс-Перри, Даниэль Куттино. Тренер — Карч Кирай.

### Индивидуальные призы
| - MVP Присилья Ривера Бренс - Лучшие нападающие-доигровщики Присилья Ривера Бренс Вероника Джонс-Перри - Лучшие центральные блокирующие Джинейри Мартинес Элисон Бастианелли - Лучшая связующая Брай Кинг - Лучшая диагональная нападающая Мария Фернанда Родригес Гомес | - Лучшая либеро Бренда Кастильо - Лучшая на подаче Гайла Гонсалес Лопес - Лучшая на приёме Бренда Кастильо - Лучшая в защите Бренда Кастильо - Самая результативная Мария Фернанда Родригес Гомес |